# 韦尔斯伯勒 (宾夕法尼亚州)
韦尔斯伯勒（Wellsboro）是美国宾夕法尼亚州泰奥加县的一个自治市镇，位于威廉斯波特西北84公里。20世纪初，韦尔斯伯勒是一大区域的航运点和贸易中心。 它有水果蒸发器，面粉和羊毛厂，挤奶厂，大理石厂，锯木厂，铸造厂和机械厂，以及切割玻璃，化学品，地毯，螺栓，雪茄，车厢和家具的制造商。 1900年，有2,945人住在这里; 在1910年，3,183人住在这里。 2000年人口普查的人口为3,328人。 它是泰奥加县的县城，也是宾夕法尼亚大峡谷的所在地。

## 历史
韦尔斯伯勒于1830年成立，并被命名以纪念玛丽·威尔斯（Mary Wells），原来的定居者之一的本杰明·维斯塔·莫里斯（Benjamin Wistar Morris）的妻子。 该镇是乔治·西尔斯（George W.Sears）（1821-1890年）的家乡，19世纪80年代是森林和溪流杂志的体育新闻记者，也是早期的环保主义者。